# Леонард Піонтек
Леонард Францишек Піонтек (при народженні — Леонард Франц Піонтек; пол. Leonard Franciszek Piątek; нар. 3 жовтня 1913, Королівська Гута, Німецька імперія — пом. 1 липня 1967, Хожув, Польща) — польський футболіст та тренер, виступав на позиції нападника. Гравець збірної Польщі, учасник чемпіонату світу 1938 року.

## Кар'єра гравця
Вихованець клубу АКС (Хожув), в якому й розпочав дорослу футбольну кар'єру. У команді виступав до 1939 року (за виключенням 1936—1937 років, коли Леонард грав у «Флоті» Гдиня). У 1937 році разом з АКС став віце-чемпіоном Польщі, а також з 21-м забитим м'ячем Леонард отримав звання найкращого бомбардира турніру. З початком Другої світової війни, коли нацистські війська окупували Польщу, отримав німецький Фолькліст завдяки чому отримав можливість продовжити футбольну кар'єру. Його клуб АКС (Хожув) був трансформований у «Германія» (Кьонінгсгутте). Піонтек став ключовим гравцем цієї команди, яка виступала в першому дивізіоні Гауліги Сілезія (згідно тодішньої системи футбольних ліг Німеччини). На початку 1940-х років ця команда була сильніша, ніж її найпринциповіший суперник — «1 ФК Катовіце». Тричі ставав чемпіоном Гауліги Верхня Сілезія, брав участь у фінальних частинах чемпіонату та кубку Німеччини.
По завершенні Другої світової війни, відповідно до тодішнього законодавства, Леонард змушений був змінити своє «не польське» прізвище на П'ятик. До завершення сезону 1947 року знову виступав В АКС (Хожув). Після цього перейшов до «Погоні» (Катовіце), де до 1950 року був граючим тренером команди.
По завершенні кар'єри гравця розпочав тренерську діяльність. Тренував декілька нижчолігових клубів з Верхньої Сілезії.
Помер після затяжної хвороби.

## Кар'єра в збірній
З 1936 по 1939 рік захищав кольори національної збірної Польщі, за яку в 17 зіграних матчах відзначився 11-а голами. Відзначився дублем у воротах збірної Югославії в кваліфікації до чемпіонату світу, виходив на поле в легендарному для поляків поєдинку чемпіонату світу 1938 року (Страсбур, Франція), в якому польська «кадра» лише в додатковий час з рахунком 5:6 поступилася збірній Бразилії. Зіграв також в останньому для поляків довоєнному матчі проти Угорщини, в якому збірна Польщі 27 серпня 1939 року з рахунком 4:2 здобула перемогу.

## Особисте життя
Син Леонарда Піонтека, Зепп — колишній гравець «Вердера» та збірної ФРН. Найбільше відомий як головний тренер збірної Данії.